# Seznam českých osobností 20. století, V–Ž

## V
- Karel Vacek (21. 3. 1902 Liberec – 18. 8. 1982 Praha) – hudebník
- Miroslav Vacek (29. 8. 1935 Kolín) – komunistický generál
- Bedřich Václavek (10. 1. 1897 Čáslavice u Třebíče – 5. 3. 1943 Osvětim) – literární kritik, teoretik
- Ludvík Vaculík (23. 7. 1926 Brumov u Valašských Klobouk – 6. 6. 2015 Dobřichovice) – prozaik, fejetonista, publicista
- Josef Váchal (23. 9. 1884 Milavče u Domažlic – 10. 5. 1969 Studeňany u Jičína) – malíř, grafik, spisovatel
- Josef Vajs (17. 10. 1865 Dolní Liboc – 2. 11. 1959 Praha) – římskokatolický duchovní, teolog, lingvista, slavista, literární historik, vysokoškolský pedagog
- Emanuel Vajtauer (23. 12. 1892 Tábor – zemřel neznámo kdy, kde) – československý komunistický, národněsocialistický, poté pronacistický politik, publicista
- Edvard Valenta (22. 1. 1901 Prostějov – 21. 8. 1978 Praha) – publicista, spisovatel
- František Valeš (24.8.1932 Žinkovy) – pedagog, vědec
- Jitka Válová – česká malířka
- Bohumil Váňa (17. 1. 1920 Praha – 4. 11. 1989 Praha) – stolní tenista
- Vladislav Vančura (23. 6. 1891 Háj ve Slezsku – 1. 6. 1942 Praha) – prozaik, filmový scenárista, publicista
- Jindra Vaníček (1. 1. 1862 Praha – 2. 6. 1934 Praha) – právník, významný sokolský činovník
- Magda Vášáryová (26. 8. 1948 Banská Štiavnica) – slovenská herečka, 1990–1992 velvyslankyně ČSFR v Rakousku; manželka Milana Lasici
- Josef Vašica (30. 8. 1884 Štítina – 11. 4. 1968 Praha) – římskokatolický duchovní, teolog, lingvista, slavista, literární historik, vysokoškolský pedagog
- Vladimír Vašíček (29. 9. 1919 Mistřín – 29. 8. 2003 Svatobořice) – abstraktní malíř
- Marie Vášová (16. 5. 1911 Praha – 6. 8. 1984 Praha) – herečka
- Otakar Vávra (28. 2. 1911 Hradec Králové) – filmový režisér, scenárista, pedagog
- Hugo Vavrečka (22. 2. 1880 Ostrava – 9. 8. 1952 Brno) – novinář, československý diplomat, účastník protirakouského, protinacistického odboje
- Michal Vavrečka (19. 7. 1977 Nový Jičín) – český reprezentant ve střelbě
- Radoslav Večerka (18. 4. 1928 Brno) – lingvista, slavista, literární historik, vysokoškolský pedagog
- František Vejdovský (24. 10. 1849 Kouřim – 4. 12. 1939 Praha) – zoolog
- Vítězslav Vejražka (9. 5. 1915 Dolní Bousov – 8. 6. 1973 Praha) – herec, režisér
- Jaromír Vejvoda (28. 3. 1902 Zbraslav u Prahy – 13. 11. 1988 Zbraslav) – skladatel, kapelník dechových hudeb
- Karel Velebný (17. 3. 1931 Praha – 7. 3. 1989 Praha) – hudebník, pedagog, publicista
- Josef Velek (30. 11. 1939 Klínec – 30. 4. 1990 Rudé moře) – novinář, publicista
- František Ventura (13. 8. 1894 Vysoké Mýto – 1. 12. 1969 Praha) – závodník ve skokových soutěžích na koni
- Zdeněk Veselovský (26. 8. 1928 Jaroměř – 24. 11. 2006 Praha) – zoolog, etolog a publicista
- Jan Veselý (17. 6. 1923 Plástovice u Českých Budějovic – 10.2. 2003 Praha) – cyklista
- Jindřich Veselý (15. 7. 1887 Bavorov – 19. 9. 1939 České Budějovice) – historik loutkového divadla, redaktor, vydavatel
- Rudolf Viest (24. 9. 1890 Revúca -,si únor 1945 Německo) – slovenský voják, československý generál, politik
- Ivo Viktor (21. 5. 1942 Křelov u Olomouce) – fotbalista
- Blažej Vilím (3. 2. 1909 Praha – 26. 9. 1976 Londýn) – sociálnědemokratický politik
- Hedvika Vilgusová (30. 4. 1946 Praha-12. 11. 2007 Praha) – ilustrátorka dětských knih
- Josef Vinklář (10. 11. 1930 Podůlší – 18. 9. 2007 Praha) – herec
- Achille Viscusi (27.2.1869 Řím – 1.7.1945 Praha) – tanečník, baletní mistr, choreograf italského původu
- Karel Viškovský (8. 7. 1868 Sušice – 20. 11. 1932 Praha) – národohospodář, československý agrární politik, účastník protirakouského odboje
- Hana Vítová (24. 1. 1914 Praha – 3. 3. 1987 Praha) – herečka, zpěvačka
- Jan Vít (29. 1. 1948 Praha Praha) – publicista, nezávislý producent, dramaturg
- František Vláčil (19. 2. 1924 Těšín – 28. 11. 1999) – filmový režisér, malíř, grafik
- Hana Vláčilová (25. 2. 1956 Praha) – tanečnice
- Jan Vladislav (15. 1. 1923 Hlohovec na Slovensku) – básník, esejista, překladatel, prozaik
- Karel Vlach (8. 10. 1911 Praha – 26. 2. 1986 Praha) – dirigent
- Miloslav Vlk (17. 5. 1932 Líšnice u Milevska) – římskokatolický duchovní, arcibiskup pražský
- Jindřich Vodák (7. 11. 1867 Lysá nad Labem – 10. 4. 1940 Praha) – divadelní, literární kritik
- Felix Vodička (11. 4. 1909 Innsbruck – 5. 1. 1974 Praha) – literární historik, teoretik
- Emil Vogl (21. 5. 1901 Praha – 3. 6. 1977 Praha) – lékař, činitel junáckého hnutí
- Jaroslav Vojta (27. 12. 1888 Kutná Hora – 20. 4. 1970 Praha) – herec
- Ján Vojtaššák (14. 11. 1877 Zákamenné – 4. 8. 1965 Říčany) – slovenský římskokatolický duchovní, biskup spišský
- Václav Vojtíšek (9. 8. 1883 Praha – 22. 8. 1974 Praha) – historik, archivář, vysokoškolský pedagog; profesorem na FF UK v Praze; zakladatel archivu ČSAV; hlavní dílo: O pečetěch a erbech měst pražských a jiných měst českých
- Vladimír Volman (1. 8. 1965) – architekt, kytarista, skladatel
- Vladimír Vondráček (23. 2. 1895 Praha – 10. 5. 1978 Praha) – lékař, internista, farmakolog, endokrinolog, psycholog, psychiatr
- Václav Vondrák (22. 9. 1859 Dub – 13. 8. 1925 Brno) – lingvista, slavista, literární historik, vysokoškolský pedagog
- Václav Vorlíček (3. 6. 1930 Praha) – filmový, televizní režisér, scenárista
- Emanuel Viktor Voska (14. 11. 1875 Kutná Hora – 1. 4. 1960 Praha) – českoamerický podnikatel, zpravodajec, sociálnědemokratický politik, novinář, publicista
- Václav Voska (21. 10. 1918 Praha – 20. 8. 1982 Valašské Meziříčí) – herec
- Jiří Voskovec (19. 6. 1905 Sázava-Budy – 4. 7. 1981 Pear Blossom, Kalifornie, USA) – herec, dramatik, režisér
- Zbyněk Vostřák (10. 6. 1920 Praha – 4. 8. 1985 Strakonice) – skladatel, dirigent
- Emil Votoček (5. 10. 1872 Hostinné – 11. 10. 1950 Praha) – chemik
- Václav Votruba (19. 12. 1909 Slavětín nad Ohří – 11. 9. 1990 Praha) – fyzik
- Alena Vránová (30. 7. 1932 Praha) – herečka
- Gabriela Vránová (27. 7. 1939 Nové Mesto nad Váhom, Slovensko) – herečka
- Bohuslav Vrbenský (30. 3. 1882 Opočnice u Poděbrad – 25. 11. 1944 Moskva) – lékař, československý anarchistický, poté komunistický politik
- Ája Vrzáňová (16. 5. 1931 Praha) – krasobruslařka
- Ladislav Vycpálek (23. 2. 1882 Praha – 9. 1. 1969 Praha) – skladatel, kritik, organizační pracovník
- Václav Vydra starší (29. 4. 1876 Plzeň – 7. 4. 1953 Praha) – herec, režisér
- František Vyskočil (3. 9. 1941 Pelhřimov) – fyziolog a neurofarmakolog
- Ivan Vyskočil (27. 4. 1929 Praha) – herec, dramatik, prozaik
- Karel Vysušil (14. 11. 1926 Trmice – 7. 12. 2014 Praha) – malíř, grafik

## W
- Josef Wagner (2. 3. 1901 Jaroměř – 10. 2. 1957 Havlíčkův Brod) – sochař
- Alois Wachsman (14. 5. 1898 Praha – 16. 5. 1942 Jičín) – malíř, ilustrátor, architekt, scénograf
- Blanka Waleská (19. 5. 1910 Cerhenice u Kolína – 6. 7. 1986 Praha) – herečka
- Rudolf Walter (22. 3. 1894 Dačice – 27. 2. 1966 Brno) – herec, režisér, pedagog, recitátor, překladatel, dramatik, skladatel
- Petr Weigl (16. 3. 1939 Brno) – režisér, libretista, dramaturg
- Karel Weigner (10. 4. 1874 Batelov – 20. 11. 1937 Praha) – lékař, anatom
- Jiří Weil (6. 8. 1900 Praskolesy u Hořovic – 13. 12. 1959 Praha) – prozaik, publicista, literární kritik, překladatel
- Jaromír Weinberger (8. 1. 1896 Praha – 8. 8. 1967 St. Petersburg na Floridě, USA) – skladatel
- Richard Weiner (6. 11. 1884 Písek – 3. 1. 1937 Praha) – básník, prozaik, publicista
- Franz Werfel (10. 9. 1890 Praha – 26. 8. 1945 Los Angeles) – pražský německý spisovatel
- Miloš Weingart (21. 11. 1890 Praha – 12. 1. 1939 Praha) – lingvista, slavista, byzantolog, literární historik, vysokoškolský pedagog
- Jan Werich (6. 2. 1905 Praha – 31. 10. 1980 Praha) – herec, dramatik, ředitel divadla, scenárista, spisovatel
- Ivan Wernisch (18. 6. 1942 Praha) – básník
- Jaroslav Werstadt (21. 3. 1888 Plzeň – 8. 1. 1970 Praha) – historik
- František Weyr (25. 4. 1879 Vídeň – 29. 6. 1951 Brno) – právník, právní filosof, státovědec, statistik
- Bedřich Antonín Wiedermann (10. 11. 1883 Ivanovice u Vyškova – 5. 11. 1951 Praha) – varhaník, klavírista, skladatel, pedagog
- Otto Wichterle (27. 10. 1913 Prostějov – 18. 8. 1998) – chemik, vynálezce kontaktních čoček
- Hana Wichterlová (2. 3. 1903 Prostějov – 29. 8. 1990 Praha) – sochařka
- Lev Winter (26. 1. 1876 Hroby u Tábora – 29. 8. 1935 Praha) – český, poté československý sociálnědemokratický politik, právník, publicista, teoretik sociálního pojištění
- Moriz Winternitz (23. 12. 1863 – 9. 1. 1937) – pražský německý jazykovědec, etnolog, indolog
- Zdeněk Wirth (11. 8. 1878 Libčany u Hradce Králové – 26. 2. 1961 Praha) – historik umění
- Eugen Wiškovský – významný meziválečný fotograf
- Jiří Wolker (29. 3. 1900 Prostějov – 3. 1. 1924 Prostějov) – básník

## Z
- Jan Zábrana (4. 6. 1931 Herálec na Vysočině – 3. 9. 1984 Praha) – překladatel, básník, autor deníkových záznamů
- Vladimír Zábrodský (7. 3. 1923 Praha – 20. 3. 2020 Švédsko) – hokejista
- Hana Zagorová (6. 9. 1946 Petřkovice – 26. 8. 2022 Praha) – zpěvačka
- Jan Zahradníček (17. 1. 1905 Mastník u Třebíče – 7. 10. 1960 Uhřínov u Velkého Meziříčí) – básník, překladatel, publicista katolické orientace
- Rudolf Zahradník (20. 10. 1928 Bratislava – 31. 10. 2020) – chemik, 1. prezident Akademie věd České republiky
- Antonín Zápotocký (19. 12. 1884 Zákolany – 13. 11. 1957 Praha) – sociálnědemokratický, poté československý komunistický politik, prezident
- Quido Záruba (18. 6. 1899 České Budějovice – 8.9. 1993 Praha) – geolog
- Emil Zátopek (19. 9. 1922 Kopřivnice – 22. 11. 2000 Praha) – atlet
- Vilém Závada (22. 5. 1905 Ostrava-Hrabová – 30. 11. 1982 Praha) – básník
- Metoděj Jan Zavoral (28. 8. 1862 Neveklov – 26. 6. 1942 Praha) – římskokatolický duchovní
- Stella Zázvorková (14. 4. 1922 Praha – 18.5. 2005 Praha) – herečka
- Hana Zejdová – držitelka mnohých světových plachtařských rekordů
- František Zelenka (8. 6. 1904 Kutná Hora – 19. 10. 1943 Osvětim) – malíř, jevištní, kostýmní výtvarník, architekt, návrhář nábytku
- Bořivoj Zeman (6. 3. 1912 Praha – 23. 12. 1991 Praha) – filmový režisér, scenárista
- Karel Zeman (3. 11. 1910 Ostroměř – 5. 4. 1989 Zlín) – filmový režisér, scenárista, výtvarník
- Miloš Zeman (28. 9. 1944 Kolín) – prognostický ekonom, politik, 1993 – 2001 předseda ČSSD, 1996 – 1998 předseda parlamentu, 1998 – 2003 premiér
- Fráňa Zemínová (15. 8. 1882 Dolní Chvatliny – 26. 9. 1962 Velichovky) – národněsocialistická politička
- Petr Zenkl (13. 6. 1884 Tábor – 2. 11. 1975 Washington, USA) – československý politik
- Petra Zhřívalová – právnička, politoložka, pedagožka
- Otakar Zich (25. 3. 1879 Městec Králové – 9. 7. 1934 Ouběnice, okres Benešov) – skladatel, estetik, hudební vědec
- Jan Zika (21. 11. 1902 Chodouň u Hořovic – 15. 6. 1942 Praha) – československý komunistický politik
- Miroslav Zikmund (14. 2. 1919 Plzeň – 1. 12. 2021 Praha) – cestovatel, publicista
- Vilém Zítek (9. 9. 1890 Praha – 11. 8. 1956 Praha) – pěvec-basista
- Ladislav Zívr (23. 5. 1909 Nová Paka – 4. 9. 1980 Ždírec u Staré Paky) – sochař
- Olbram Zoubek (21. 4. 1926 Praha – 15. 6. 2017 Praha) – sochař
- Jan Zrzavý (5. 11. 1890 Vadín u Havlíčkova Brodu – 12. 10. 1977 Praha) – malíř, grafik, ilustrátor, scénický výtvarník
- Josef Zubatý (20. 4. 1855 Praha – 21. 3. 1931 Praha) – jazykovědec
- Josef Zvěřina (3. 5. 1913 Střítež – 18. 8. 1990 Nettuno, Itálie) – římskokatolický teolog, duchovní, filosof
- Jan Zvoníček (21. 11. 1865 Týniště nad Orlicí – 26. 1. 1926 Praha) – technik

## Ž
- Jan Železný (16. 6. 1966 Mladá Boleslav) – atlet
- František Žilka (1. 6. 1871 Dolní Rozsíčka – 9. 2. 1944 Praha) – evangelický duchovní, teolog, biblista, vysokoškolský pedagog

## Prameny
Jako pomůcka sloužila encyklopedie KDO JE KDO
a encyklopedie Diderot 2002